# La Fée des roches noires
Pour plus de détails, voir Fiche technique et Distribution.
La Fée des roches noires est un film muet français réalisé par Segundo de Chomón et sorti en 1907. Julienne Mathieu joue la fée.

## Synopsis
Dans un décor sombre et exotique, une vieille femme porte un fagot avec difficulté. Un homme de passage lui refuse de l'aide et préfère faire une sieste. À peine s'est-il endormi que la femme devient fée et déchaine les éléments. Un torrent d'eau surgit au-dessus du malotrus, un arbre se transforme en un lion-totem, la montagne noire devient un immense visage effrayant, dans la bouche duquel l'homme se fait happer la main. Quatre diablotins à face de rat surgissent et lui donnent du bâton avant de disparaitre dans un nuage de fumée. Cherchant à s'enfuir, l'homme se retrouve suspendu à un poteau indicateur et en retombe lourdement. Croyant à un mauvais rêve, il se rendort et se voit aussitôt projeté dans un cimetière enneigé, sorti d'un catafalque lugubre. Revenu à lui, il implore la fée juchée sur un char magique tirée par deux cygnes.

## Fiche technique
- Titre : La Fée des roches noires
- Titre anglophone (États-Unis) : The Fairy of the Black Rocks
- Titre allemand: Die Fee der schwarzen Felsen
- Réalisation : Segundo de Chomón
- Scénario :
- Société de production :  Pathé Frères
- Pays de production :  France
- Genre : Film de fantasy, Film à trucs
- Format : Noir et blanc — 35 mm — 1,33:1 — Muet
- Durée : 2 minutes 48 s
- Date de sortie : 
  - France : 25 juillet 1907

## Distribution
- Julienne Mathieu : une pauvre vieille, la fée Koridwen
- Gwiou, un jeune paysan à l’air gauche et aux mains niaises

## À noter
- Dans les archives Pathé[1], la scène est située en Bretagne, l'homme est dit « jeune paysan à l’air gauche et aux mains niaises » et nommé Gwiou. La fée serait la légendaire Koridwen.
- Le film est un remake du film éponyme de Ferdinand Zecca, au scénario identique, sorti en 1902.